# Масс, Йохен
Йо́хен Ри́хард Масс (нем. Jochen Richard Mass; 30 сентября 1946, Дорфен, Американская зона оккупации Германии — 4 мая 2025[…], Канны, Франция) — немецкий автогонщик, участник чемпионата мира в классе «Формула-1».

## Биография
Первая известность пришла к нему в 1972 году, когда он выиграл чемпионат Европы по турингу, победив в Спа-Франкоршаме, Зандвоорте, Сильверстоуне и Хараме. В дополнение к запланированному участию в Формуле-3, Масс также дебютировал в Формуле-2 на Марч, и одержал победу в Eifelrennen.
Сохраняя отношения с турингом, в 1973 году Масс подписал контракт с командой Формулы-2 «Сёртис» и выиграл 2 этапа. На сезон 1973 года приходится также его дебют в Формуле-1.
Следующий сезон 1974 года Масс начал в качестве постоянного пилота команды «Сёртис». Он закончил сезон в Yardley McLaren на двух последних гонках сезона, после чего ему предложили стать постоянным гонщиком команды вместо Денни Халма на сезон 1975 года. Следующие 2 года в Формуле-1 (1976—1977) Масс также провел в McLaren. За три года в команде завоевал 8 подиумов, одержал победу в Гран-при Испании 1975 года.
Также в 1977 году две гонки за Марч принесли Массу две победы в Формуле-2 на Хоккенхаймринге и на Нюрбургринге, после чего он начал долгое и успешное партнёрство с Жаки Иксом в спорткарс,[куда?] выиграв 3 этапа чемпионата мира производителей на Martini Racing Porsche.
В сезоне Формулы-1 1978 года Масс пришёл в команду ATS Racing, где стал первым номером команды. Однако сезон для него стал крайне неудачным и закончился преждевременно, когда Масс сломал колено и бедро на тестах в Сильверстоуне.
В 1979 году Масс снова вернулся в гонки, начав выступать за с команду Эрроуз, в которой провёл два сезона.
В 1981 году Масс сконцентрировался на спорткарах и G5, но в 1982 году снова вернулся в Гран-при с командой Марч.
Масс умер 4 мая 2025 года в Каннах, Франция, из-за осложнений после инсульта, который он перенёс в феврале того же года.

## Полная таблица результатов в Формуле-1
| Легенда к таблице |                                                                    |
| --- | ------------------------------------------------------------------ |
| В таблице перечислены результаты всех Гран-при Формулы-1, в которых принимал участие гонщик. Строками таблицы являются сезоны, столбцами — этапы чемпионата мира. В каждой клетке указаны сокращённое название этапа и результат, дополнительно обозначенный цветом. Расшифровка обозначений и цветов представлена в нижеследующей таблице. |                                                                    |
| \| Пример \| Описание \| \| ------------ \| ------------------------------------------------------------------ \| \| 1 \| Победитель \| \| 2 \| Второе место \| \| 3 \| Третье место \| \| 5 \| Финишировал, заработав очки \| \| Сход \| Не финишировал, но при этом заработал очки \| \| 12 \| Финишировал, не получив очков \| \| НКЛ \| Финишировал, но не попал в финальную классификацию \| \| 15 \| Участвовал вне зачёта, либо по отдельной классификации \| \| 18 \| Не финишировал, но попал в финальную классификацию \| \| Сход \| Не финишировал \| \| НКВ \| Не прошёл квалификацию \| \| НПКВ \| Не прошёл предквалификацию \| \| ДСК \| Дисквалифицирован \| \| ИСК \| Исключён из протокола соревнований \| \| ТТ \| Заявлен для участия только в тренировках \| \| НС \| Участвовал в квалификации, но не стартовал в гонке \| \| Т \| Травмирован или болен \| \| ОТК \| Отказ от участия \| \| НТР \| Прибыл на соревнования, но на трассу не выезжал \| \| НПР \| Был заявлен в числе участников, но не прибыл к началу соревнований \| \| О \| Соревнования отменены \| \| \| Не участвовал \| \| Поул-позиция \| \| \| Быстрый круг \| \| |                                                                    |
| Пример | Описание                                                           |
| 1 | Победитель                                                         |
| 2 | Второе место                                                       |
| 3 | Третье место                                                       |
| 5 | Финишировал, заработав очки                                        |
| Сход | Не финишировал, но при этом заработал очки                         |
| 12 | Финишировал, не получив очков                                      |
| НКЛ | Финишировал, но не попал в финальную классификацию                 |
| 15 | Участвовал вне зачёта, либо по отдельной классификации             |
| 18 | Не финишировал, но попал в финальную классификацию                 |
| Сход | Не финишировал                                                     |
| НКВ | Не прошёл квалификацию                                             |
| НПКВ | Не прошёл предквалификацию                                         |
| ДСК | Дисквалифицирован                                                  |
| ИСК | Исключён из протокола соревнований                                 |
| ТТ | Заявлен для участия только в тренировках                           |
| НС | Участвовал в квалификации, но не стартовал в гонке                 |
| Т | Травмирован или болен                                              |
| ОТК | Отказ от участия                                                   |
| НТР | Прибыл на соревнования, но на трассу не выезжал                    |
| НПР | Был заявлен в числе участников, но не прибыл к началу соревнований |
| О | Соревнования отменены                                              |
| | Не участвовал                                                      |
| Поул-позиция |                                                                    |
| Быстрый круг |                                                                    |

| Сезон | Команда                        | Шасси         | Двигатель   | Ш | 1        | 2        | 3        | 4        | 5        | 6        | 7        | 8        | 9        | 10      | 11       | 12      | 13       | 14       | 15       | 16       | 17       | Место | Очки |
| ----- | ------------------------------ | ------------- | ----------- | - | -------- | -------- | -------- | -------- | -------- | -------- | -------- | -------- | -------- | ------- | -------- | ------- | -------- | -------- | -------- | -------- | -------- | ----- | ---- |
| 1973  | Team Surtees                   | Surtees TS14A | Cosworth V8 | F | АРГ      | БРА      | ЮАР      | ИСП      | БЕЛ      | МОН      | ШВЕ      | ФРА      | ВЕЛ Сход | НИД     | ГЕР 7    | АВТ     | ИТА      | КАН      | США Сход |          |          | -     | 0    |
| 1974  | Team Surtees                   | Surtees TS16  | Cosworth V8 | F | АРГ Сход | БРА 17   | ЮАР Сход |          |          |          |          |          |          |         |          |         |          |          |          |          |          | -     | 0    |
| 1974  | Bang & Olufsen Team Surtees    | Surtees TS16  | Cosworth V8 | F |          |          |          | ИСП Сход | БЕЛ Сход | МОН НС   | ШВЕ Сход | НИД Сход | ФРА Сход | ВЕЛ 14  | ГЕР Сход |         |          |          |          |          |          | -     | 0    |
| 1974  | Yardley Team McLaren           | McLaren M23   | Cosworth V8 | G |          |          |          |          |          |          |          |          |          |         |          | АВТ     | ИТА      | КАН 16   | США 7    |          |          | -     | 0    |
| 1975  | Marlboro Team Texaco           | McLaren M23   | Cosworth V8 | G | АРГ 14   | БРА 3    | ЮАР 6    | ИСП 1    | МОН 6    | БЕЛ Сход | ШВЕ Сход | НИД Сход | ФРА 3    | ВЕЛ 7   | ГЕР Сход | АВТ 4   | ИТА Сход | США 3    |          |          |          | 8     | 20   |
| 1976  | Marlboro Team McLaren          | McLaren M23B  | Cosworth V8 | G | БРА 6    | ЮАР 3    | СШЗ 5    | ИСП Сход | БЕЛ 6    | МОН 5    | ШВЕ 11   | ФРА 15   | ВЕЛ Сход | ГЕР 3   | АВТ 7    |         | ИТА Сход | КАН 5    | США 4    | ЯПО Сход |          | 9     | 19   |
| 1976  | Marlboro Team McLaren          | McLaren M26   | Cosworth V8 | G |          |          |          |          |          |          |          |          |          |         |          | НИД 9   |          |          |          |          |          | 9     | 19   |
| 1977  | Marlboro Team McLaren          | McLaren M23   | Cosworth V8 | G | АРГ Сход | БРА Сход | ЮАР 5    | СШЗ Сход | ИСП 4    | МОН 4    | БЕЛ Сход | ШВЕ 2    | ФРА 9    |         |          |         |          |          |          |          |          | 6     | 25   |
| 1977  | Marlboro Team McLaren          | McLaren M26   | Cosworth V8 | G |          |          |          |          |          |          |          |          |          | ВЕЛ 4   | ГЕР Сход | АВТ 6   | НИД Сход | ИТА 4    | США Сход | КАН 3    | ЯПО Сход | 6     | 25   |
| 1978  | ATS Racing Team                | ATS HS1       | Cosworth V8 | G | АРГ 11   | БРА 7    | ЮАР Сход | СШЗ Сход | МОН НКВ  | БЕЛ 11   | ИСП 9    | ШВЕ 13   | ФРА 13   | ВЕЛ НКЛ | ГЕР Сход | АВТ НКВ | НИД НКВ  | ИТА      | США      | КАН      |          | -     | 0    |
| 1979  | Warsteiner Arrows Racing Team  | Arrows A1     | Cosworth V8 | G | АРГ 8    | БРА 7    |          |          |          |          |          |          |          |         |          |         |          |          |          |          |          | 18    | 3    |
| 1979  | Warsteiner Arrows Racing Team  | Arrows A1B    | Cosworth V8 | G |          |          | ЮАР 12   | СШЗ 9    | ИСП 8    | БЕЛ Сход | МОН 6    |          |          |         |          |         |          |          |          |          |          | 18    | 3    |
| 1979  | Warsteiner Arrows Racing Team  | Arrows A2     | Cosworth V8 | G |          |          |          |          |          |          |          | ФРА 15   | ВЕЛ Сход | ГЕР 6   | АВТ Сход | НИД 6   | ИТА Сход | КАН НКВ  | США НКВ  |          |          | 18    | 3    |
| 1980  | Warsteiner Arrows Racing Team  | Arrows A3     | Cosworth V8 | G | АРГ Сход | БРА 10   | ЮАР 6    | СШЗ 7    | БЕЛ Сход | МОН 4    | ФРА 10   | ВЕЛ 13   | ГЕР 8    | АВТ НКВ | НИД НС   | ИТА     | КАН 11   | США Сход |          |          |          | 17    | 4    |
| 1982  | March Grand Prix Team          | March 821     | Cosworth V8 | P | ЮАР 12   |          |          |          |          |          |          |          |          |         |          |         |          |          |          |          |          | -     | 0    |
| 1982  | Rothmans March Grand Prix Team | March 821     | Cosworth V8 | P |          | БРА 8    | СШЗ 8    | САН      | БЕЛ Сход |          |          |          |          |         |          |         |          |          |          |          |          | -     | 0    |
| 1982  | Rothmans March Grand Prix Team | March 821     | Cosworth V8 | A |          |          |          |          |          | МОН НКВ  | ДЕТ 7    | КАН 11   | НИД Сход | ВЕЛ 10  | ФРА Сход | ГЕР     | АВТ      | ШВА      | ИТА      | СИЗ      |          | -     | 0    |